# 2903 Zhuhai
A 2903 Zhuhai (ideiglenes jelöléssel 1981 UV9) a Naprendszer kisbolygóövében található aszteroida. A Bíbor-hegyi Obszervatórium csillagászai fedezték fel 1981. október 23-án.